# Die
Die is een gemeente in het Franse departement Drôme (regio Auvergne-Rhône-Alpes). De plaats is de onderprefectuur van het arrondissement Die. Op 1 januari 2022 telde Die 4.796 inwoners.
In de gemeente ligt spoorwegstation Die.

## Geografie
Die ligt in het zuidoosten van Frankrijk in de Zuidelijke Alpen. De stad is gelegen aan de voet van het Vercorsmassief en langs de rivier de Drôme. Die en zijn vallei worden gedomineerd door de 2041 meter hoge berg Glandasse, een massieve rotsbarrière en de steile zuidelijke punt van de hoogvlakte van Vercors. De gemeente Die ligt op circa 75 km ten zuidoosten van Valence, hoofdstad van het departement. Het grondgebied van de gemeente Die is onderdeel van het Regionale Natuurpark van Vercors (Parc Naturel Régional du Vercors) en de streek Diois.
De oppervlakte van Die bedraagt 57,28 vierkante kilometer; de bevolkingsdichtheid bedraagt 82 inwoners per km² (per 1 januari 2019).
De onderstaande kaart toont de ligging van Die met de belangrijkste infrastructuur en aangrenzende gemeenten.

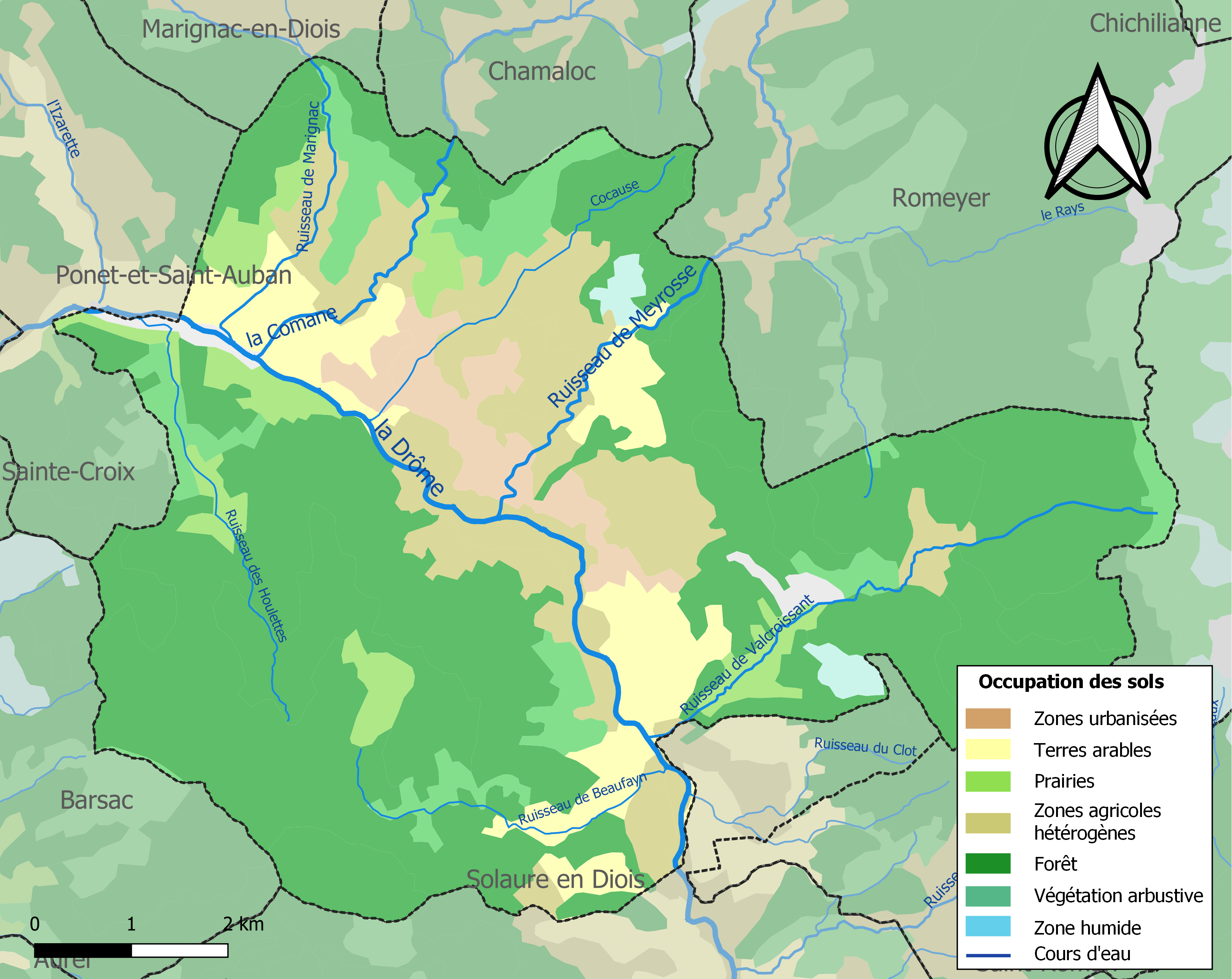

## Geschiedenis
In de Gallische periode, waarvan geen sporen zijn gevonden, is er waarschijnlijk in de eerste eeuw na Chr. een kleine stad ontstaan van ongeveer 35 hectare groot, gelegen langs een Romeinse weg die de Rhône en Durance verbond. In deze periode viel het Drôme-dal met z’n inwoners onder de Romeinse provincie Gallia Narbonensis. De Gallo-Romeinse stam die Die in bezit had, waren de Vocontii. 
Uit de vroege tweede eeuw heeft de stad Die vele monumenten. In die tijd verwierf de stad de status van Romeinse hoofdstad voor de Vocontii ter vervanging van Luc-en-Diois.
De titel 'Dea Augusta Vocontiorum' van de Romeinse kolonie lijkt te zijn toegekend in de late tweede eeuw of tijdens de derde eeuw en betekent in Latijn 'Goede Godin van Vocontii'. Een monumentale poort werd opgericht op de weg naar de Alpen. De stad is tussen 285 en 305 na Chr. omringd door een muur, die een versterkt verstedelijkt gebied van 25 hectare omvatte. De poort werd ingevoegd in de fortificatie.
Die was het centrum van een oude provincie met de naam pays Diois. De eerste bisschop was Nicaise, in 325 na Chr. de enige vertegenwoordiger van de kerken van Gallië bij het Eerste Concilie van Nicea. Het bisdom werd in 1276 samengevoegd met dat van Valence. Die had erg te lijden onder de Hugenotenoorlogen in de 16e eeuw.

## Economie

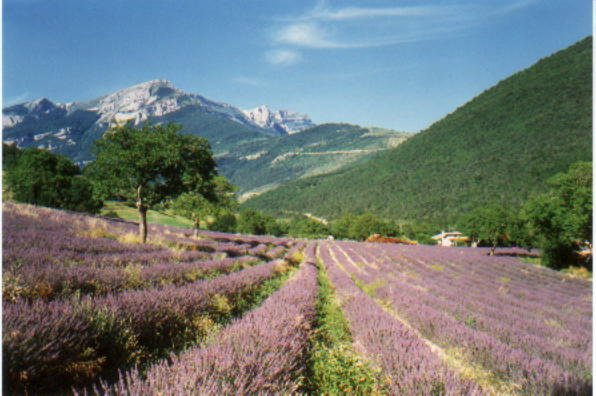
Lavendelvelden in de buurt van Die

Die is een kleine gemeente met in de jaren 1960 en 1970 vooral kleine bedrijven zoals meubelmakerijen en schoenenfabricage, die onvermijdelijk verdwenen als gevolg van industrialisatie. Tegenwoordig heeft Die veel zomertoerisme, met name uit Noord- en West-Europese landen zoals Nederland. Er is wintertoerisme van regionale bezoekers van ski-oorden en skisportevenementen op de Col de Rousset, die op 1300-1700 meter is gelegen in het Vercorsmassief.
De wijnbouw in de regio is een belangrijke inkomstenbron. Met name de productie van Clairette de Die, een witte mousserende wijn, die wordt gemaakt met de druivensoort clairette. Cave Coöperatieve Clairette de Die, die de grootste werkgever in de Diois is, heeft de merknaam "Jaillance" aangenomen om zich te onderscheiden ten opzichte van de concurrentie. De lokale economie is kleinschalig van aard.  Naast boeren en wijnbouwers zijn er veel kleine bedrijfjes, ambachtslui, toeristische dienstverlening en lokale winkels te vinden.

## Monumenten en bezienswaardigheden

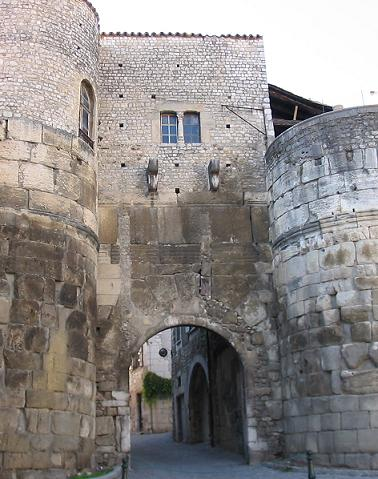
De Porte Saint Marcel, laatste van de drie poorten van de oude stad Die

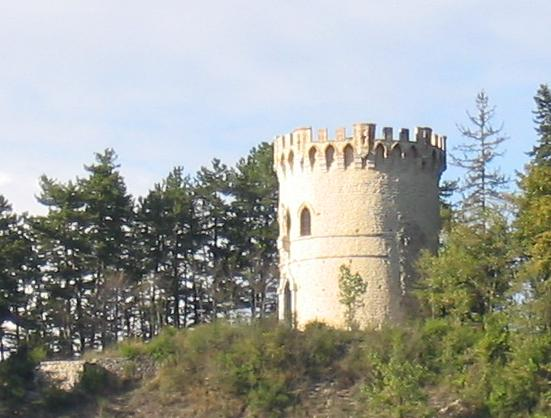
De Purgnontoren

- Gallo-Romeinse muren van de derde en vierde eeuw
- Porte Saint-Marcel, derde eeuw (belangrijkste toegangspoort van de stad)
- Het Museum van Die en Diois (Musée de France) Dit museum heeft historische en archeologische collecties, onder meer resten van stierenoffer-altaren. Het vertelt over de prehistorie van Diois, de middeleeuwse bisschoppen van de stad en de verwoesting van de religieuze oorlogen tussen katholieken en hugenoten halverwege de zestiende eeuw.
- Voormalige kathedraal Notre-Dame (veranda van de elfde eeuw)
- Romaanse mozaïek van de vier bekende rivieren in de kapel van Saint-Nicolas van het bisschoppelijke paleis , waar ze dienden als een altaartapijt. Het is de symbolische voorstelling van het universum.
- Protestantse, gebeeldhouwde deur (de voormalige katholieke kapel van de Jezuïeten)
- Huis met eigenschappen uit de Renaissanceperiode in het ‘Quartier Saint-Vincent’
- De Purgnontoren, ruïnes van een kasteel omgebouwd tot de bisschoppelijke mariale kapel uit de negentiende eeuw.
- Een toren van de elfde eeuw is zichtbaar in de Rue de l'Armellerie.
- Veel Romeinse opschriften, kapitelen en middeleeuwse sculpturen, werden hergebruikt in de gevels van de huizen.
- Abbaye Notre-Dame de Valcroissant, een voormalige cisterciënzer abdij uit de twaalfde eeuw, verwoest tijdens de Hugenotenoorlogen en vandaag geïntegreerd in een privé-bedrijf.

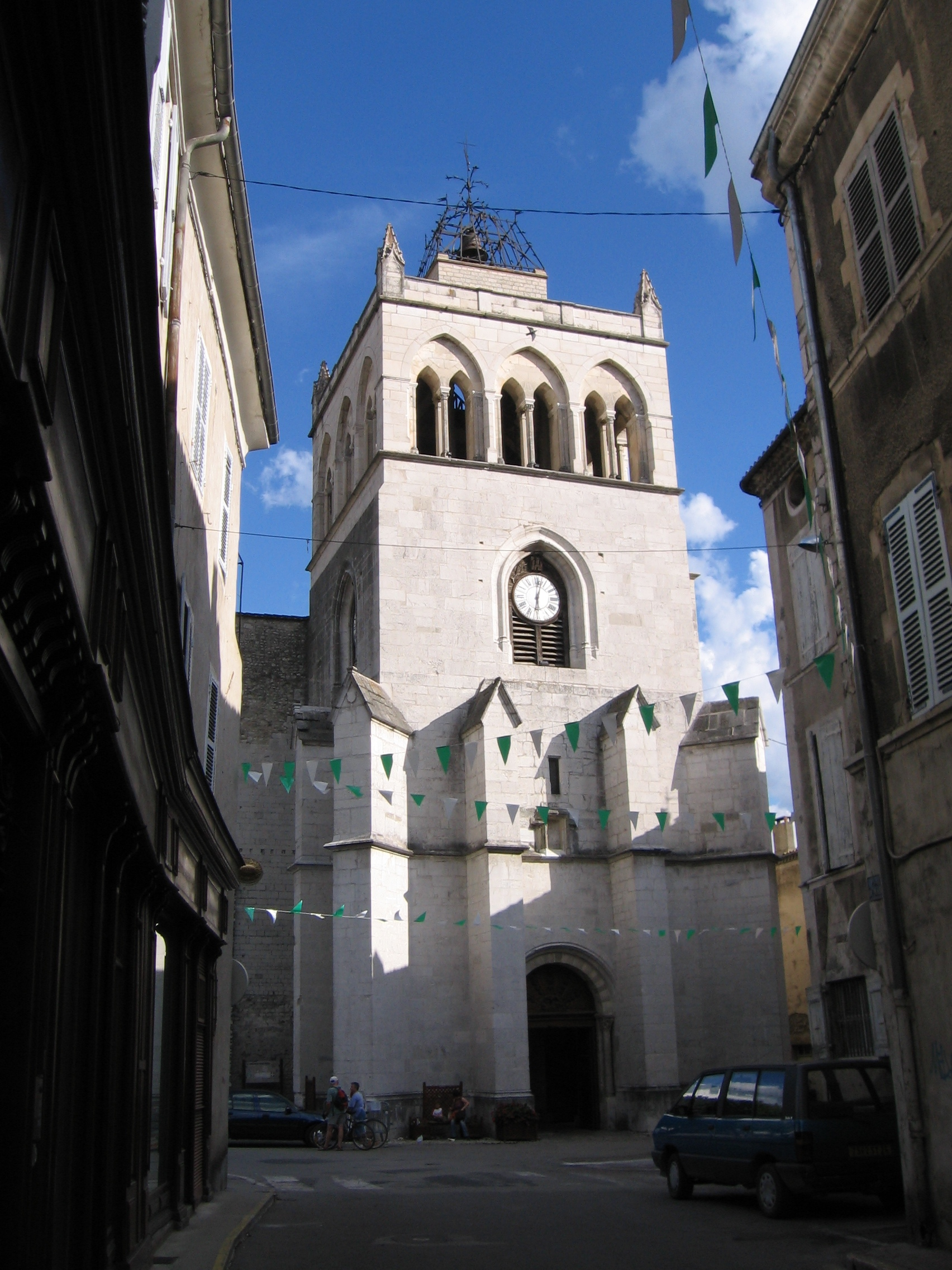
Kerk
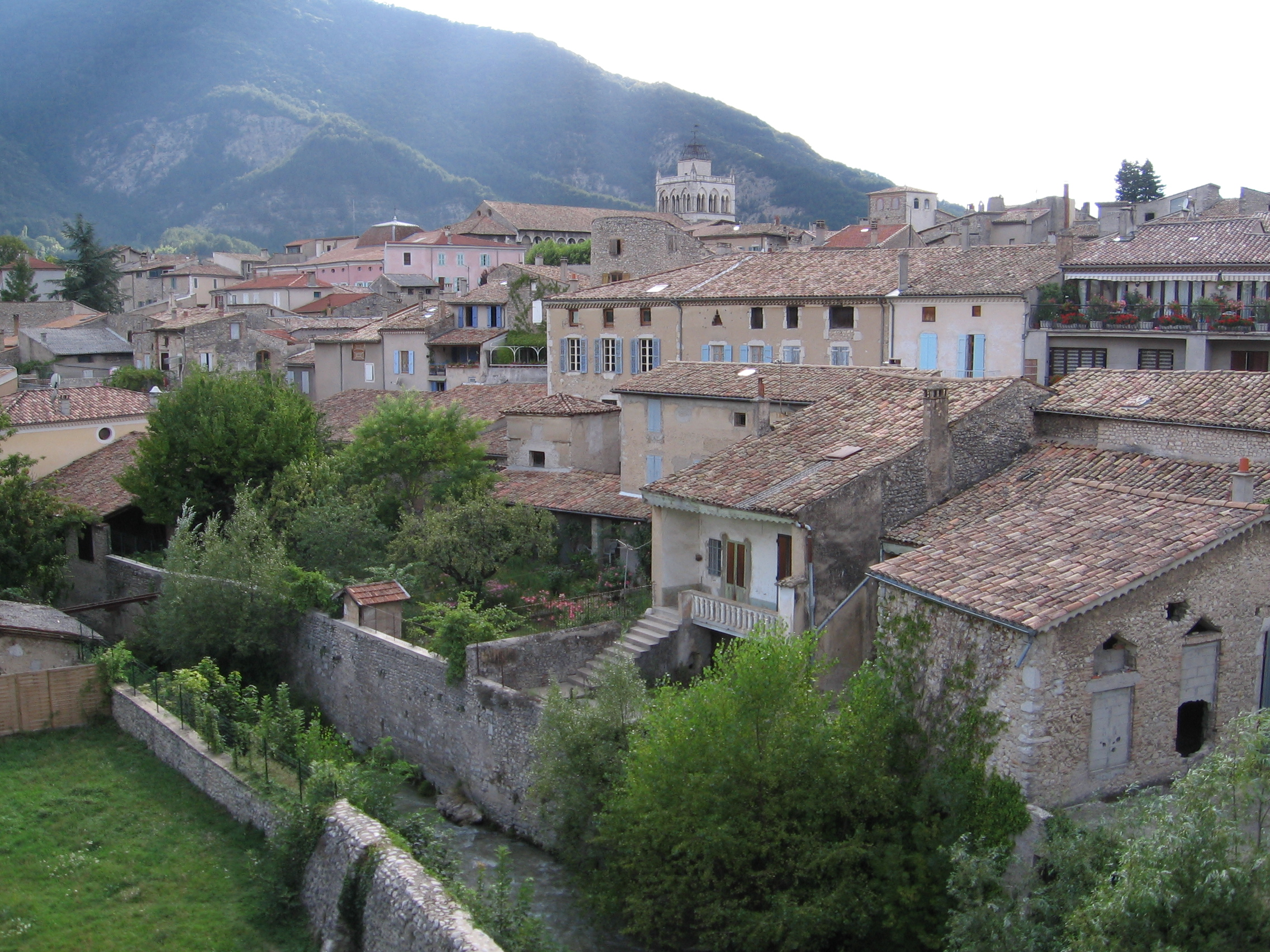
Uitzicht

## Evenementen
- Vergaderingen van 'Ecologie in Everyday Life' (10 dagen eind januari)
- Fête de la Transhumance Diois-Vercors (in juni)
- Le Rallye Terre du Diois, het begin van elke zomer.
- Festival Est-Ouest (Oost-West Festival), tien dagen in de tweede helft van september.
- Fête de la Clairette (augustus)

## Demografie
Onderstaande figuur toont het verloop van het inwonertal (bron: INSEE-tellingen).